# Urticària
La urticària és una malaltia al·lèrgica de la pell caracteritzada per lesions cutànies edematoses de contorns geogràfics i amb halo eritematós, generalment evanescents i canviants. Les lesions es denominen favasses o faves i són la conseqüència de l'edema i vasodilatació de la dermis superficial, la duració de les favasses oscil·la entre 2 i 6 hores. Des de la seva aparició poden aparèixer espontàniament com desaparèixer, sense causar cap marca a la pell o lesió.
La urticària va acompanyada, generalment, d'una picor molt forta. Es parla d'urticària aguda si les lesions tenen una duració menor de 6 setmanes i urticària crònica amb lesions de major duració. La urticària és una malaltia que afecta el sistema immunològic a l'alterar el sistema nerviós i permetre que el cos es pugui veure afectat per la histamina. És una malaltia freqüent que pot comprometre qualsevol edat, però diversos treballs mostren major tendència en adolescents i adults; entre nens i adolescents la urticària aguda és més comú que la crònica i aquesta (la forma crònica) és tres vegades més freqüent en dones que en homes.

## Etiologia
Les causes d'urticària són diverses i inclouen les de causa desconeguda (idiopàtiques) que representen fins al 70% o més de les formes cròniques; per 
Aliments.
Les al·lèrgies alimentàries més comunes en els adults són els mariscs i fruits secs. Les al·lèrgies alimentàries més comunes en els nens són els mariscs, fruita seca, ous, blat i soja.
Fàrmacs
Els medicaments que han causat reaccions al·lèrgiques com urticària evidenciats inclouen codeïna, dextroanfetamina, l'àcid acetil salicílic, l'ibuprofèn, penicil·lina, clotrimazole, sulfonamides, anticonvulsivants, cefaclor, piracetam, vacunes i medicaments antidiabètics.
Picades d'insectes
Urticària colinèrgica o per estrès
Aquests tipus es provoca durant les accions que fan suar, com l'exercici, el banyar-se, allotjar-se en un entorn calent, o l'estrès emocional. Les faves produïdes són més petites que els faves clàssics i són generalment més curta durada.
Induïda per l'exercici físic
Descrita per primera vegada en 1980. Les persones amb urticària per exercici presenten faves, picor, dificultat per respirar i pressió arterial baixa, de cinc a 30 minuts després de començar l'exercici. Algunes vegades aquests símptomes poden progressar i fins i tot provocar una mort sobtada. El córrer és l'exercici més comú que la causa, però no és induïda per una dutxa d'aigua calenta, febre o amb mal humor. Això la diferencia de la urticària colinèrgica.
Urticària solar
Es produeix en les zones de la pell exposades al sol; i es fa evident en qüestió de minuts d'exposició.
Induïda per l'aigua
Aquest tipus d'urticària (urticària aquagènica) és rara, i es produeix en entrar en contacte la pell amb l'aigua. La resposta no és depenent de la temperatura i el seu aspecte és similar a la urticària colinèrgica. Apareix abans d'uns 15 minuts de contacte amb l'aigua, i pot durar des de 10 minuts a dues hores.
Induïda pel fred
La urticària pel fred és causada per l'exposició de la pell a condicions de fred, humitat i vent extrems; es produeix en dues formes. La forma rara és hereditària i es fa evident com urticària a tot el cos de 9 a 18 hores després de l'exposició al fred. En la forma comuna d'urticària per fred hi ha una ràpida aparició de faves a la cara, el coll o les mans després de l'exposició al fred. La urticària pel fred té una durada d'una mitjana de cinc a sis anys. La població més afectada són els adults joves, entre 18 i 25 anys. Moltes persones amb aquest trastorn també pateixen de dermografisme i urticària colinèrgica.
Per pressió
Aquest tipus d'urticària pot aparèixer immediatament, precisament després d'un estímul de pressió o com una resposta diferida a la pressió sostinguda que s'aplica a la pell. En la forma diferida, les faves només apareixen després d'unes sis hores des de l'aplicació inicial de pressió a la pell. Les faves poden durar de vuit hores a tres dies. La font de la pressió sobre la pell pot ocórrer a partir de la roba apretada, cinturons, peces de vestir amb les corretges dures, al peu, en recolzar-se contra un objecte, de peu, assegut sobre una superfície dura, etc. Les zones del cos més comunament afectades són les mans, peus, tronc, abdomen, glutis, cames i cara. Encara que això sembla molt similar al dermografisme, la diferència principal és que les àrees de la pell que s'inflen no es fan visibles de forma ràpida i tendeixen a durar molt més temps. Aquesta forma de la malaltia de la pell és, però, poques.
Dermografisme
Es caracteritza per l'aparició de faves, de vegades a la pell com a resultat de gratar o fregar la pell. Es pot presentar en un 4-5% de la població i és així un dels tipus més comuns d'urticària,
Urticària autoimmunitària
Més de la meitat de tots els casos d'urticària crònica idiopàtica són el resultat d'una activació autoimmune. Aproximadament el 50% dels pacients amb urticària crònica es desenvolupen espontàniament autoanticossos dirigits al receptor FcεRI que es troben en els mastòcits de la pell. L'estimulació crònica d'aquest receptor condueix a la urticària crònica. Els pacients sovint tenen altres malalties autoimmunes, com ara, la diabetis mellitus de tipus 1, tiroïditis autoimmunitària, celiaquia, artritis reumatoide, síndrome de Sjögren o lupus eritematós sistèmic.

## Epidemiologia[7]
S'estima que entre el 15 i el 25% de la població ha patit en algun moment un quadre d'urticària aguda. En el cas d'urticària crònica la prevalença s'estima entorn del 0.5-1% i hi ha estimacions conservadores que afirmen que un 1,3% de la població a Europa pateix urticària crònica.
Pel que fa a l'edat, la urticària pot aparèixer a qualsevol edat, encara que el grup més afectat té entre 20 i 40 anys. Respecte al sexe, afecta dues dones per cada home aproximadament.

## Diagnòstic
La causa de la urticària crònica poques vegades es pot determinar. En alguns casos se sol·liciten proves d'al·lèrgia extenses i regularment durant un llarg període amb l'esperança d'aconseguir una nova perspectiva. No hi ha evidència en la urticària crònica que aquestes proves d'al·lèrgia identifiquin el problema o alleujament a les persones; així, no es recomana.

### Aguda vs crònica
- La urticària aguda es defineix com la presència de faves evanescents que es resolen per complet dins de les sis setmanes.[11] La urticària aguda es fa evident uns pocs minuts després que la persona ha estat exposada a un al·lergen. El brot pot durar diverses setmanes, però generalment la urticària desapareix en menys de sis setmanes. Generalment, la urticària és una reacció als aliments, però en la meitat dels casos, el desencadenant és desconegut. Els aliments comuns poden ser la causa, així com d'abelles o vespes, o el contacte de la pell amb certes fragàncies. Una infecció vírica aguda és una altra causa comuna de la urticària aguda (exantema viral). Les causes menys comunes de la urticària inclouen la fricció, la pressió, les temperatures extremes, l'exercici, i la llum solar.
- La urticària crònica[12] es defineix com la presència de faves evanescents que persisteixen durant més de sis setmanes.[11] Alguns dels casos crònics més greus han durat més de 20 anys. Una enquesta va indicar que la urticària crònica va durar un any o més en més en el 50% d'aquests malalts i 20 anys o més en el 20%.[13]

La urticària aguda i crònica són visualment indistingibles una de l'altra.

### Trastorns relacionats

#### Angioedema
L'angioedema és similar a la urticària, però en l'angioedema la inflamació es produeix en la capa inferior de la dermis mentre que la urticària és superficial. La urticària i l'angioedema vegades es presenten junts en resposta a un mateix al·lergen.

## Tractament
La urticària és una malaltia tractable amb antihistamínics i, en alguns casos, a més, glucocorticoides; que poden fer desaparèixer tota la clínica.
Menys efectivitat (o nul·la) tenen: 
- Evitar menjar durant la primera setmana, la qual es desenvolupa la malaltia: carns roges, menjar enllaunat com tonyina, o qualsevol menjar que tingui algun preservant que pugui interrompre la millora del pacient.
- Evitar les begudes gasoses i el peix o marisc on es troba majoritàriament la histamina com els cítrics (taronja i llimó).